# Glycyphana maculipennis
Glycyphana maculipennis är en skalbaggsart som beskrevs av Moser 1914. Glycyphana maculipennis ingår i släktet Glycyphana och familjen Cetoniidae. Inga underarter finns listade i Catalogue of Life.